# Булатов Юрій Васильович
Юрій Васильович Булатов (? — ?) — український радянський діяч, директор Новокраматорського машинобудівного заводу Донецької області. Член ЦК КПУ в 1976—1981 р.

## Життєпис
Член КПРС з 1955 року.
Освіта вища.
До 1972 року — головний інженер Новокраматорського машинобудівного заводу імені Леніна Донецької області.
У 1972—1976 роках — директор Новокраматорського машинобудівного заводу імені Леніна Донецької області.

## Нагороди
- ордени
- медалі